# Si sabrá mas el discipulo?
Le disciple n'en saurait-il pas plus ?
L'eau-forte Si sabrá mas el discipulo? (en français Le disciple n'en saurait-il pas plus ?) est une gravure de la série Los caprichos du peintre espagnol Francisco de Goya. Elle porte le numéro 37 dans la série des 80 gravures. Elle a été publiée en 1799.

## Interprétations de la gravure
Il existe divers manuscrits contemporains qui expliquent les planches des Caprichos. Celui qui se trouve au Musée du Prado est considéré comme un autographe de Goya, mais semble plutôt chercher à dissimuler et à trouver un sens moralisateur qui masque le sens plus risqué pour l'auteur. Deux autres, celui qui appartient à Ayala et celui qui se trouve à la Bibliothèque nationale, soulignent la signification plus décapante des planches.
- Explication de cette gravure dans le manuscrit du Musée du Prado :
No se sabe si sabrá más o menos, lo cierto es que el maestro es el personaje más grave que se ha podido encontrar.
(On ne sait pas s'il saura plus ou moins, ce qui est certain c'est le maître est le personnage le plus sérieux que l'on ait pu rencontrer)[2].

- Manuscrit de Ayala :
Los maestros burros no pueden sacar otra cosa más que borriquillos.
(Les maîtres ânes ne peuvent faire autre chose que des ânons)[2].

- Manuscrit de la Bibliothèque nationale :
Un maestro burro no puede enseñar más que a rebuznar.
(Un maître âne ne peut enseigner autre chose que braire)[2].

Il s'agit clairement d'une critique de l'enseignement de cette époque.

## Technique de la gravure

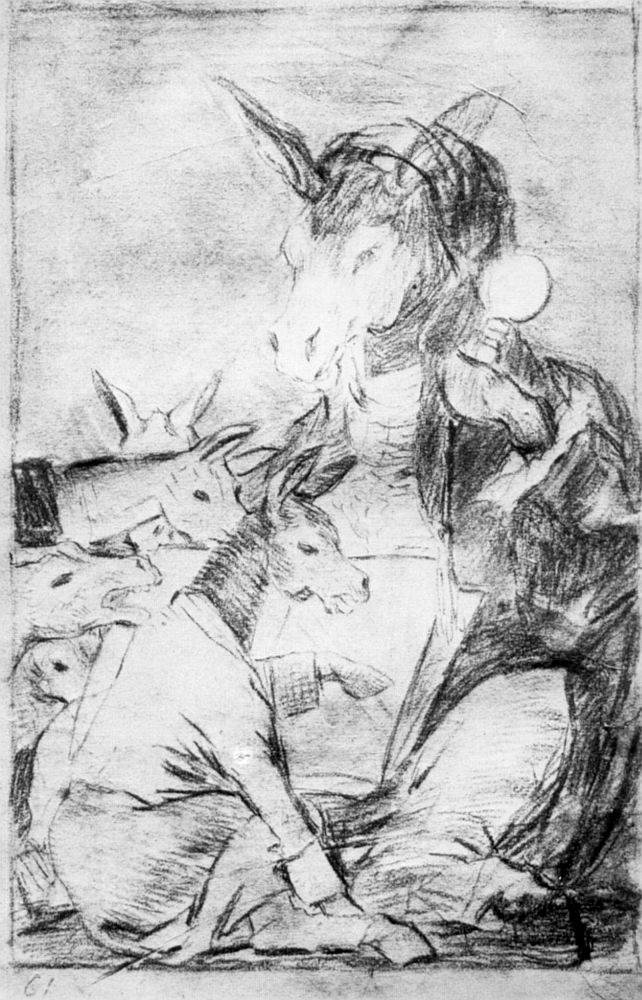
Dessin préparatoire.

L'estampe mesure 213 × 151 mm sur une feuille de papier de 306 × 201 mm.
Goya a utilisé l'eau-forte, l'aquatinte et le burin.
Le dessin préparatoire est à la sanguine. Dans le coin inférieur gauche, il y a l'inscription au crayon : « 61 ». Le dessin préparatoire mesure 204 × 132 mm.

## Catalogue
- Numéro de catalogue G02124 de l'estampe au Musée du Prado.
- Numéro de catalogue D04238 du dessin préparatoire au Musée du Prado.

### Les estampes de la série des Âneries
- Capricho nº 37 : ¿Si sabrá más el discípulo?
- Capricho nº 38 : Brabisimo!
- Capricho nº 39 : Asta su Abuelo
- Capricho nº 40 : De que mal morira?
- Capricho nº 41 : Ni mas ni menos
- Capricho nº 42 : Tu que no puedes